# Испания на летних Олимпийских играх 1952
Испания принимала участие в летних Олимпийских играх 1952 года в Хельсинки (Финляндия) в седьмой раз за свою историю и завоевала одну серебряную медаль.

## Медалисты
| Медаль  | Спортсмен          | Вид спорта | Дисциплина              |
| ------- | ------------------ | ---------- | ----------------------- |
| Серебро | Анхель Леон Госало | Стрельба   | Мужчины, пистолет, 50 м |

## Результаты соревнований

### Академическая гребля
Соревнования в академической гребле на Играх 1952 года проходили с 20 по 23 июля. В следующий раунд из каждого заезда проходили несколько лучших экипажей (в зависимости от дисциплины). Впервые с 1928 года для проигравших в полуфинале спортсменов был введён ещё один отборочный заезд. В финал A выходили 5 сильнейших экипажей.
Мужчины
| Соревнование | Спортсмены  | Предварительный заезд | Предварительный заезд | Предварительный заезд | 1-й отборочный заезд | 1-й отборочный заезд | 1-й отборочный заезд | Полуфинал            | Полуфинал            | Полуфинал            | 2-й отборочный заезд | 2-й отборочный заезд | 2-й отборочный заезд | Финал                | Финал                |
| Соревнование | Спортсмены  | Заезд                 | Время                 | Место                 | Заезд                | Время                | Место                | Заезд                | Время                | Место                | Заезд                | Время                | Место                | Время                | Место                |
| ------------ | ----------- | --------------------- | --------------------- | --------------------- | -------------------- | -------------------- | -------------------- | -------------------- | -------------------- | -------------------- | -------------------- | -------------------- | -------------------- | -------------------- | -------------------- |
| одиночки     | Хуан Омедес | 1                     | 8:03,1                | 4                     | 2                    | 7:45,1               | 3                    | завершил выступление | завершил выступление | завершил выступление | завершил выступление | завершил выступление | завершил выступление | завершил выступление | завершил выступление |